# Morcego-arborícola-pequeno
O morcego-arborícola-pequeno (Nyctalus leisleri) é uma espécie de morcego da família Vespertilionidae. Pode ser encontrado na Europa, Norte da África, Cáucaso e uma população isolada no Afeganistão e Paquistão.